# Exetastes hamatus
Exetastes hamatus là một loài tò vò trong họ Ichneumonidae.